# Sarantáporo (ort i Grekland, Nomós Kardhítsas)
Sarantáporo är en ort i Grekland.   Den ligger i prefekturen Nomós Kardhítsas och regionen Thessalien, i den centrala delen av landet, 210 km nordväst om huvudstaden Aten. Sarantáporo ligger 901 meter över havet och antalet invånare är 248.
Terrängen runt Sarantáporo är kuperad åt sydost, men åt nordväst är den bergig.Runt Sarantáporo är det glesbefolkat, med 10 invånare per kvadratkilometer. Närmaste större samhälle är Kallíthiro, 14,9 km norr om Sarantáporo. I omgivningarna runt Sarantáporo växer i huvudsak blandskog.